# Jen zvaná Fredo
Jen zvaná Fredo (v anglickém originále Jen the Fredo) je první díl čtvrté série britského sitcomu z prostředí informačních technologií Ajťáci.  Poprvé byla epizoda odvysílána 25. června 2010. České premiéry se díl dočkal 25. listopadu 2011.

## Synopse
Jen má zájem o post manažera zábavy, který se ve firmě Reynholm Industries uvolnil úmrtím předchozího manažera Jerryho. Ačkoli ji všichni od úmyslu získat tento post odrazují, Jen o něj stále usiluje, aniž by tušila, co funkce obnáší. Douglas Reynholm obdržel od feministické organizace cenu Zasranec roku, s čímž se nechce smířit. Roy strádá rozchodem s dívkou, kterou velmi miloval. Moss v epizodě vystupuje jako moudrý rádce, jenž dokáže s každým soucítit.

## Příběh
Roy chodí do práce značně rozrušen. Dívka, kterou vroucně miloval jej opustila, aniž by se obtěžovala se rozloučit. Prohlíží si společné fotografie, z nichž svou bývalou přítelkyni vyretušoval. Moss se snaží o chápavou reakci, což Roy odmítá. Jen Barber se zajímá o funkci manažera firemní zábavy, aniž by tušila, co tento post obnáší. Roy i Moss vědí, o co se jedná a radí Jen, aby si nedělala v této věci ambice. Totéž jí potvrdí i Douglas Reynholm, jenž ji informuje, že tuto funkci doposud vykonával vždy muž. Nakonec jí funkci svěří, aby umlčel její argumenty.
Douglas během rozhovoru s Jen zjistí, že od sdružení feministek obdržel za své sexistické chování cenu Zasranec roku (Shithead of the Year) a cítí se tím dotčen. Představí jí Phila, Johna a druhého Johna, kteří se zdrží několik dnů v Londýně a jimž se má Jen starat o zábavu. Pořádně zvrhlou, jak záhy zjistí, dotyční mají stejné představy o ženách jako Douglas. Když je Jen vezme na divadelní hru Monology vagíny (The Vagina Monologues), jsou z představení vykázáni, neboť pánové očekávali něco jiného než pouhé mluvení. Dávají patřičně najevo své zklamání a nyní požadují mnohem lepší zábavu. Tu jim poskytne Moss, který je seznámí s RPG hrou ve stylu Dungeons & Dragons (česká varianta se jmenuje Dračí doupě). Douglasovi přátelé jsou zpočátku nedůvěřiví, ale později hře propadnou i díky entuziasmu Mosse. Moss dokáže nakonec pomoci i Royovi, když v roli elfí královny provede retrospektivu Royova citového rozpoložení a provede simulované rozloučení.
Douglas si zvlášť pozve jednu z feministek - Mirandu, která (zatímco se obléká) uzná, že se na něj dívala poněkud jednostranně. Když se Douglasi podívá do očí, vidí v nich něco víc. Ředitel Reynholm Industries se otáže: 
„Mluvíš o té fámě, že jsem zabil svou ženu?“
Miranda dále sdělí Douglasi, že feministky obdržely stížnost na jeho nevhodné, sexuálně urážlivé chování od „jedné z žen IT oddělení Reynholm Industries“. Douglas Reynholm ví, že v IT oddělení nepracuje kromě Jen Barber žádná žena.
Jen chce vědět, co se stane s Fredem (ve filmu Kmotr) a Roy jí poví, že jej hlava mafie nechá zabít. To Jen vyplaší a raději odchází domů s výmluvou, že se necítí dobře. Zrovna když se chystá nasednout do auta, málem ji zasáhne padající soška Zasranec roku, kterou Douglas právě vyhodil z okna. Jen se s úlekem podívá nahoru, uvidí smějícího se ředitele a prchá pryč.

## Obsazení
Vedlejší role v epizodě „Jen zvaná Fredo:
| Herec / herečka | Hraje   | Role                              |
| --------------- | ------- | --------------------------------- |
| Dolly Wells     | Miranda | jedna z feministek                |
| Charlie Baker   | Phil    | jeden z přátel Douglase Reynholma |
| Simon Snashall  | John 1  | jeden z přátel Douglase Reynholma |
| Ed Weeks        | John 2  | jeden z přátel Douglase Reynholma |

## Poznámka
- Fredo neboli Fredericco Corleone, na kterou v epizodě odkazuje Roy je jednou z postav románu Maria Puza z roku 1969 Kmotr. Děj epizody je částečně postaven na příběhu této postavy.